# Fehér Antal
Fehér Antal (18–19. század?) ügyvéd, költő.

## Élete
Szolnokról származott, Pesten volt ügyvéd. Gyöngyösön tanult, a pesti egyetemen végzett; azután az eperjesi kerületi táblánál volt hivatalban. Kitűnő jogtudós volt. Több magyar verset irt.

## Munkái
Ad inauguratam Reg. Sc. Univ. Budensem. Budae, 1780. die 25. Junii. (Ugyanez magyarul és németül is megjelent.)